# Valget i Costa Rica 2014
Valget i Costa Rica 2014 var det 16. af sin slags i Costa Rica siden grundlæggelsen af den anden republik i 1949. Første runde fandt sted den 2. februar 2014, med to ulige afstemninger: én hvor der blev valgt 57 repræsentanter til den lovgivende forsamling for perioden 2014–2018, og én om hvem der skulle være landets nye præsident og to visepræsidenter. Eftersom ingen af præsidentkandidaterne fik over 40 prosent af stemmerne, gik de to kandidater med flest stemmer, Luis Guillermo Solís (PAC) og Johnny Araya (PLN), videre til anden valgrunde, som blev afholdt den 6. april. Luis Guillermo Solís blev valgt til ny præsident, med 77,8 prosent af stemmerne.
3 065 667 costaricanere havde stemmeret. Den siddende præsidenten, Laura Chinchilla (PLN), opstillede ikke til genvalg. For første gang blev der ikke afholdt lokalvalg samtidig med præsidentvalget; disse finder sted i 2016.

## Præsidentvalg
For at blive valgt til præsident, måtte en af kandidaterne opnå mindst 40 procent af stemmerne. Dette skete ikke, og de to kandidaterne med fleste stemmer, Luis Guillermo Solís (PAC) (30,95 %) og Johnny Araya (PLN) (29,59 %), gik dermed videre til anden valgrunde. Solís vandt anden runde med 77,81 % af stemmerne mod Arayas 22,19 %, og blev dermed Costa Ricas præsident.
| Kandidat | Parti                               | Første runde | Første runde | Anden runde | Anden runde |
| Kandidat | Parti                               | Stemmer      | %            | Stemmer     | %           |
| --- | ----------------------------------- | ------------ | ------------ | ----------- | ----------- |
| Luis Guillermo Solís | Partido Acción Ciudadana            | 629 866      | 30,64        | 1 314 327   | 77,81       |
| Johnny Araya Monge | Partido Liberación Nacional         | 610 634      | 29,71        | 374 844     | 22,19       |
| José María Villalta | Frente Amplio                       | 354 479      | 17,25        |             |             |
| Otto Guevara | Movimiento Libertario               | 233 064      | 11,34        |             |             |
| Rodolfo Piza | Partido Unidad Social Cristiana     | 123 653      | 6,02         |             |             |
| José Miguel Corrales Bolaños | Partido Patria Nueva                | 30 816       | 1,50         |             |             |
| Carlos Avendaño | Restauración Nacional               | 27 691       | 1,35         |             |             |
| Justo Orozco | Renovación Costarricense            | 16 721       | 0,81         |             |             |
| Óscar López | Partido Accesibilidad Sin Exclusión | 10 339       | 0,50         |             |             |
| Sergio Mena | Partido Nueva Generación            | 5 882        | 0,29         |             |             |
| Héctor Monestel | Partido de los Trabajadores         | 4 897        | 0,24         |             |             |
| Walter Muñoz | Partido Avance Nacional             | 4,388        | 0.21         |             |             |
| José Echandi | Partido Integración Nacional        | 3 042        | 0,15         |             |             |
| Antal stemmer | Antal stemmer                       | 2 099 219    | –            | 1 712 679   | –           |
| Blanke og ugyldige stemmer | Blanke og ugyldige stemmer          | 43 747       | –            | 23 508      | –           |
| Gyldige stemmer | Gyldige stemmer                     | 2 055 472    | 100          | 1 689 171   | 100         |
| Stemmeberettigede / valgdeltagelse                                                                                                  | Stemmeberettigede / valgdeltagelse  | 3 065 667    | 68,19        | 3 065 667   | 56,63       |
| Kilder: TSE – 1. runde Arkiveret 14. september 2015 hos Wayback Machine, TSE – 2. runde Arkiveret 8. april 2014 hos Wayback Machine |                                     |              |              |             |             |

## Valg af repræsentanter til den lovgivende forsamling

### Opslutning efter parti
| Parti                                                       | Stemmer   | %     | Pladser | +/–     |
| ----------------------------------------------------------- | --------- | ----- | ------- | ------- |
| Partido Liberación Nacional                                 | 432 772   | 25,54 | 18      | 6       |
| Partido Acción Ciudadana                                    | 403 845   | 23,84 | 13      | 2       |
| Frente Amplio                                               | 221 780   | 13,09 | 9       | 8       |
| Partido Unidad Social Cristiana                             | 169 675   | 10,01 | 8       | 2       |
| Movimiento Libertario                                       | 134 235   | 7,92  | 4       | 5       |
| Restauración Nacional                                       | 69 712    | 4,11  | 1       | Uændret |
| Partido Renovación Costarricense                            | 67 315    | 3,97  | 2       | 1       |
| Partido Accesibilidad Sin Exclusión                         | 66 953    | 3,95  | 1       | 3       |
| Partido Patria Nueva                                        | 35 019    | 2,07  | 0       | Nytt    |
| Partido Nueva Generación                                    | 21 113    | 1,25  | 0       | Nytt    |
| Alianza Demócrata Cristiana                                 | 19 547    | 1,15  | 1       | Nytt    |
| Partido Integración Nacional                                | 14 932    | 0,88  | 0       | Nytt    |
| Partido de los Trabajadores                                 | 10 723    | 0,63  | 0       | Nytt    |
| Partido Integración Nacional                                | 10 020    | 0,59  | 0       | Uændret |
| Partido de los Transportistas                               | 5 000     | 0,30  | 0       | Nytt    |
| Alianza Patriótica                                          | 4 085     | 0,24  | 0       | Uændret |
| Viva Puntarenas                                             | 3 427     | 0,20  | 0       | Nytt    |
| Partido Verde                                               | 1,771     | 0,10  | 0       | Nytt    |
| Patria, Igualdad y Democracia                               | 1 036     | 0,06  | 0       | Nytt    |
| Patria, Igualdad y Democracia de Puntarenas                 | 968       | 0,06  | 0       | Nytt    |
| Partido Socialista Nuevo                                    | 282       | 0,02  | 0       | Nytt    |
| Blanke og ugyldige stemmer                                  | 38 424    | –     | –       | –       |
| Totalt                                                      | 1 734 047 | 100   | 57      | 0       |
| Stemmeberettigede / valgdeltagelse                          | 3 065 667 | 56,56 | –       | –       |
| Kilde: TSE Arkiveret 14. september 2015 hos Wayback Machine |           |       |         |         |

### Indvalgte repræsentanter
Følgende repræsentanter blev valgt ind i den lovgivende forsamling:
| Provins    | Personummer | Kandidat                             | Parti |
| ---------- | ----------- | ------------------------------------ | ----- |
| San José   | 104300205   | Ottón Solís Fallas                   | PAC   |
| San José   | 106070983   | Epsy Alejandra Campbell Barr         | PAC   |
| San José   | 104990698   | Víctor Hugo Morales Zapata           | PAC   |
| San José   | 108460152   | Marcela Guerrero Campos              | PAC   |
| San José   | 601780481   | Ruperto Marvin Atencio Delgado       | PAC   |
| San José   | 104890842   | Antonio Álvarez Desanti              | PLN   |
| San José   | 103570156   | Sara Ángela Piszk Feinzilber         | PLN   |
| San José   | 400850902   | Carlos Manuel Arguedas Ramírez       | PLN   |
| San José   | 700490709   | Maureen Cecilia Clarke Clarke        | PLN   |
| San José   | 202751177   | Juan Luis Jiménez Succar             | PLN   |
| San José   | 104710261   | Ana Patricia Mora Castellanos        | FA    |
| San José   | 104110109   | Jorge Arturo Arguedas Mora           | FA    |
| San José   | 105270922   | Humberto Vargas Corrales             | PUSC  |
| San José   | 106730022   | Rosibel Ramos Madrigal               | PUSC  |
| San José   | 105440893   | Otto Guevara Guth                    | PML   |
| San José   | 112260846   | Natalia Díaz Quintana                | PML   |
| San José   | 108820284   | Gerardo Fabricio Alvarado Muñoz      | PRN   |
| San José   | 107890915   | Óscar Andrés López Arias             | PASE  |
| San José   | 108910592   | Gonzalo Alberto Ramírez Zamora       | PRC   |
| Alajuela   | 202740540   | Rolando González Ulloa               | PLN   |
| Alajuela   | 202700539   | Aracelli Segura Retana               | PLN   |
| Alajuela   | 109780035   | Michael Jake Arce Sancho             | PLN   |
| Alajuela   | 206470280   | Silvia Vanessa Sánchez Venegas       | PLN   |
| Alajuela   | 204060127   | Javier Francisco Cambronero Arguedas | PAC   |
| Alajuela   | 900500822   | Nidia María Jiménez Vásquez          | PAC   |
| Alajuela   | 110350156   | Franklin Corella Vargas              | PAC   |
| Alajuela   | 204830663   | Edgardo Vinicio Araya Sibaja         | FA    |
| Alajuela   | 203440441   | Ligia Elena Fallas Rodríguez         | FA    |
| Alajuela   | 104410073   | Rafael Ángel Ortiz Fábrega           | PUSC  |
| Alajuela   | 106730801   | José Alberto Alfaro Jiménez          | PML   |
| Cartago    | 302880372   | Paulina María Ramírez Portuguez      | PLN   |
| Cartago    | 302350106   | Julio Antonio Rojas Astorga          | PLN   |
| Cartago    | 104110201   | Emilia Molina Cruz                   | PAC   |
| Cartago    | 106670558   | Marco Vinicio Redondo Quirós         | PAC   |
| Cartago    | 302990664   | José Francisco Camacho Leiva         | FA    |
| Cartago    | 301940611   | Jorge Rodríguez Araya                | PUSC  |
| Cartago    | 105890526   | Mario Redondo Poveda                 | ADC   |
| Heredia    | 105120548   | Henry Manuel Mora Jiménez            | PAC   |
| Heredia    | 204740785   | Marlene Madrigal Flores              | PAC   |
| Heredia    | 108490121   | Rony Monge Salas                     | PLN   |
| Heredia    | 401300696   | Lorelly Trejos Salas                 | PLN   |
| Heredia    | 401470385   | José Antonio Ramírez Aguilar         | FA    |
| Heredia    | 401300350   | William Alvarado Bogantes            | PUSC  |
| Guanacaste | 106070406   | Juan Rafael Marín Quirós             | PLN   |
| Guanacaste | 501880832   | Marta Arabela Arauz Mora             | PLN   |
| Guanacaste | 204240362   | Ronal Vargas Araya                   | FA    |
| Guanacaste | 502950673   | Johnny Leiva Badilla                 | PUSC  |
| Puntarenas | 503090116   | Karla Vanessa Prendas Matarrita      | PLN   |
| Puntarenas | 202820663   | Olivier Ibo Jiménez Rojas            | PLN   |
| Puntarenas | 110230742   | Gerardo Vargas Rojas                 | PUSC  |
| Puntarenas | 502560320   | Carlos Enrique Hernández Álvarez     | FA    |
| Puntarenas | 104160452   | Laura María Garro Sánchez            | PAC   |
| Limón      | 900840835   | Danny Hayling Carcache               | PLN   |
| Limón      | 302420343   | Gerardo Vargas Varela                | FA    |
| Limón      | 502170327   | Abelino Esquivel Quesada             | PRC   |
| Limón      | 107880624   | Luis Alberto Vásquez Castro          | PUSC  |
| Limón      | 303050502   | Carmen Quesada Santamaría            | PML   |